# Fleury (Somme)
Fleury és un municipi francès situat al departament del Somme i a la regió dels Alts de França. L'any 2007 tenia 220 habitants.

## Demografia

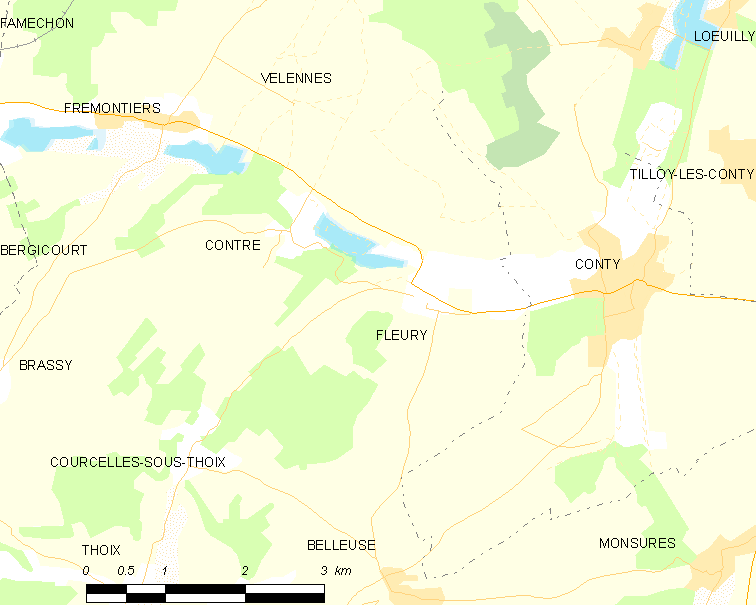
mapa municipi

### Població
El 2007 la població de fet de Fleury era de 220 persones. Hi havia 79 famílies de les quals 12 eren unipersonals (8 homes vivint sols i 4 dones vivint soles), 26 parelles sense fills i 41 parelles amb fills.
La població ha evolucionat segons el següent gràfic:

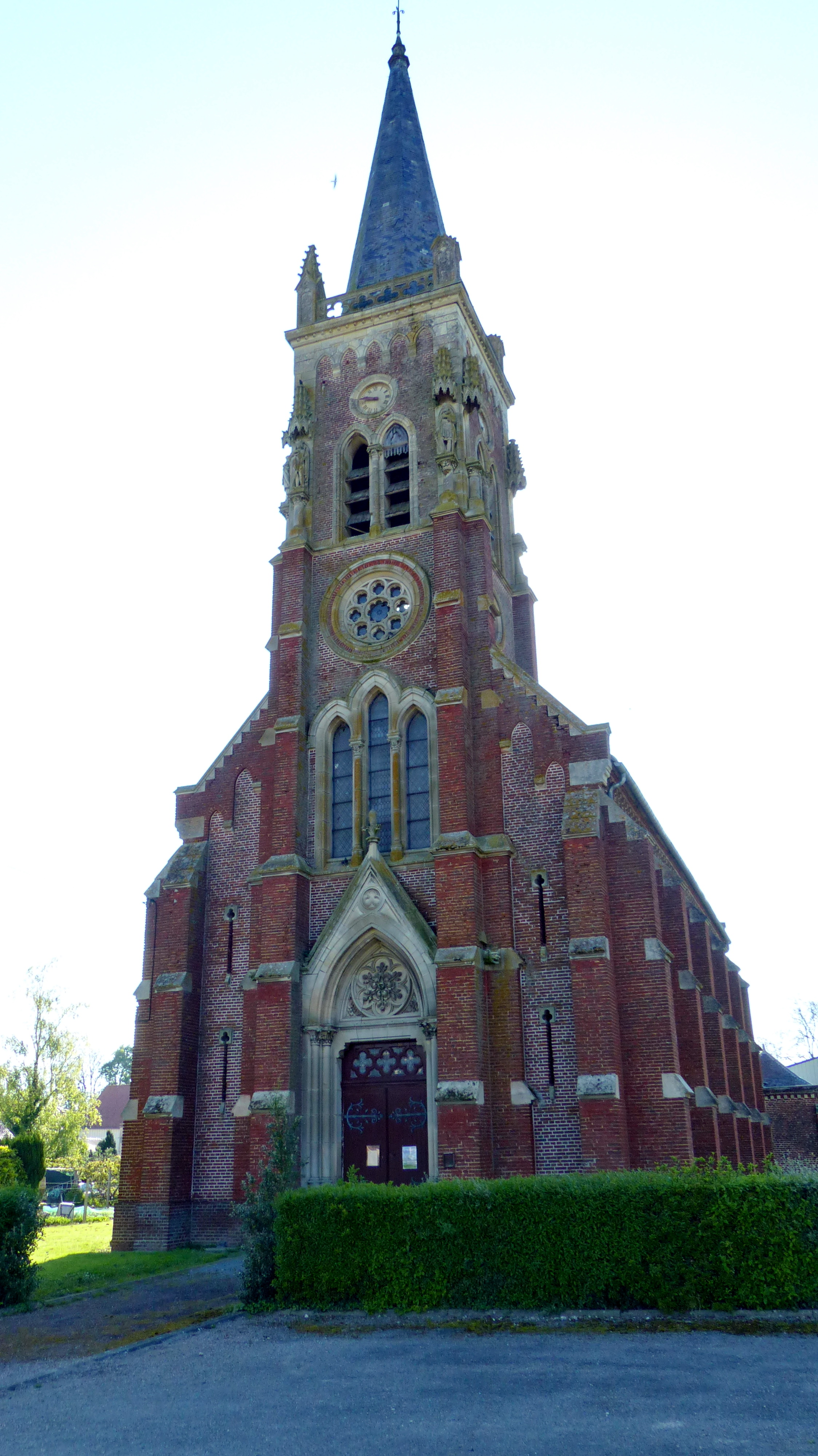
església

Habitants censats

### Habitatges
El 2007 hi havia 90 habitatges, 78 eren l'habitatge principal de la família, 6 eren segones residències i 6 estaven desocupats. 89 eren cases i 1 era un apartament. Dels 78 habitatges principals, 71 estaven ocupats pels seus propietaris, 6 estaven llogats i ocupats pels llogaters i 1 estava cedit a títol gratuït; 1 tenia dues cambres, 5 en tenien tres, 16 en tenien quatre i 56 en tenien cinc o més. 63 habitatges disposaven pel capbaix d'una plaça de pàrquing. A 29 habitatges hi havia un automòbil i a 42 n'hi havia dos o més.

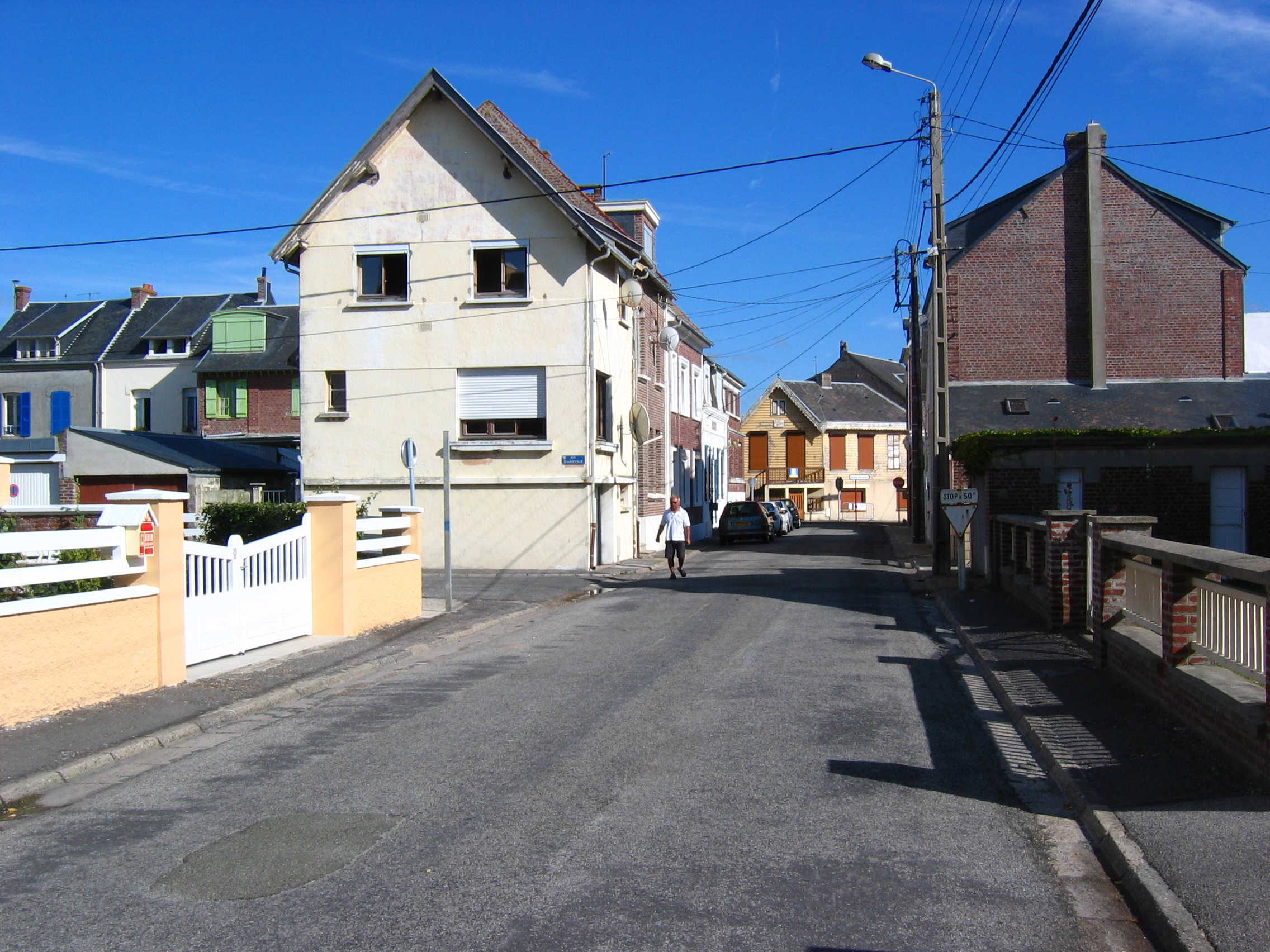

### Piràmide de població
La piràmide de població per edats i sexe el 2009 era:
| Homes | Edats   | Dones |
| ----- | ------- | ----- |
| 0     | 95 o +  | 0     |
| 0     | 90 a 94 | 0     |
| 0     | 85 a 89 | 4     |
| 4     | 80 a 84 | 4     |
| 4     | 75 a 79 | 4     |
| 0     | 70 a 74 | 4     |
| 0     | 65 a 69 | 4     |
| 0     | 60 a 64 | 4     |
| 8     | 55 a 59 | 0     |
| 0     | 50 a 54 | 4     |
| 8     | 45 a 49 | 4     |
| 12    | 40 a 44 | 4     |
| 4     | 35 a 39 | 16    |
| 12    | 30 a 34 | 12    |
| 4     | 25 a 29 | 4     |
| 8     | 20 a 24 | 0     |
| 4     | 15 a 19 | 4     |
| 4     | 10 a 14 | 12    |
| 4     | 5 a 9   | 16    |
| 8     | 0 a 4   | 0     |

## Economia

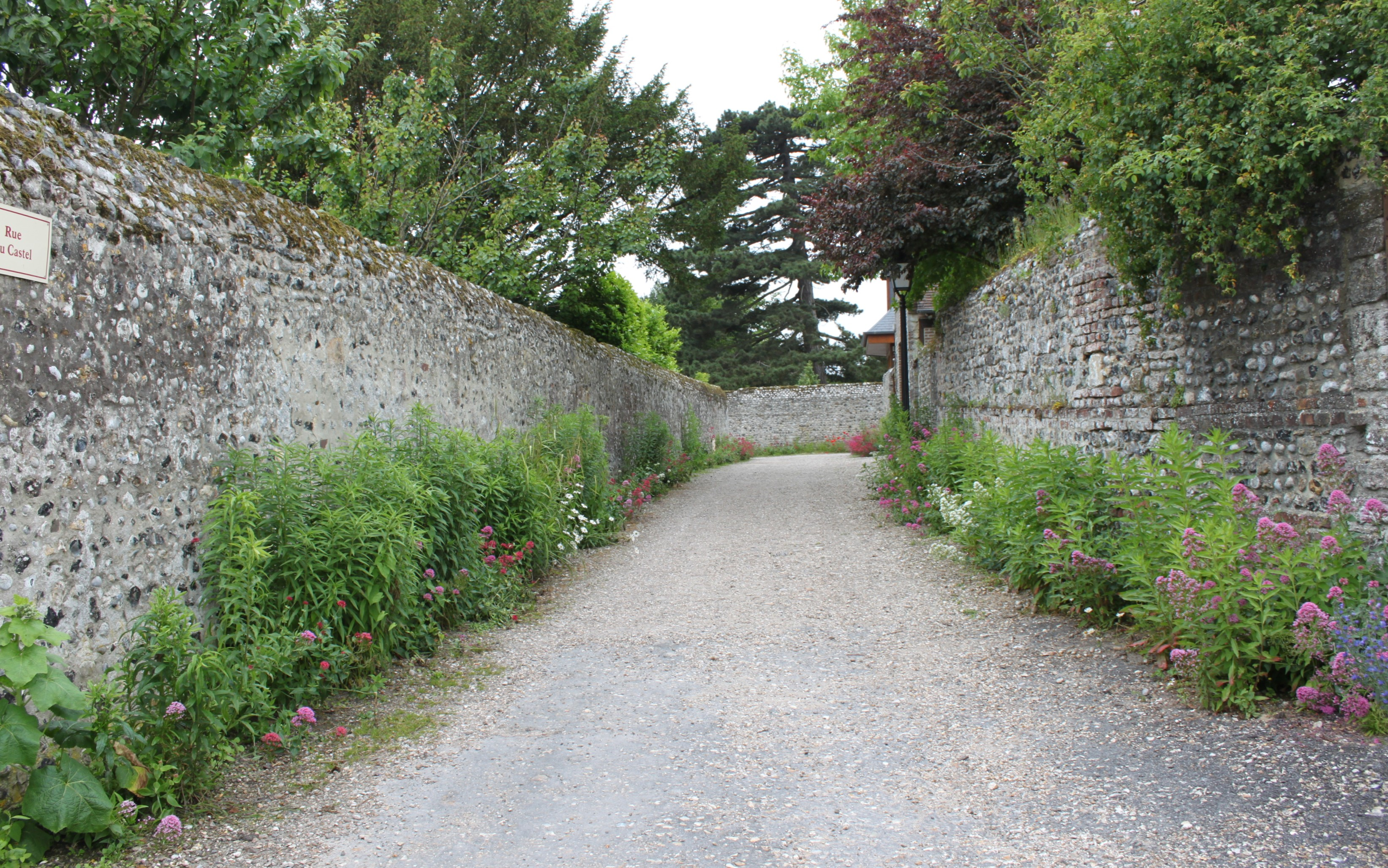

El 2007 la població en edat de treballar era de 149 persones, 116 eren actives i 33 eren inactives. De les 116 persones actives 107 estaven ocupades (57 homes i 50 dones) i 9 estaven aturades (5 homes i 4 dones). De les 33 persones inactives 11 estaven jubilades, 14 estaven estudiant i 8 estaven classificades com a «altres inactius».

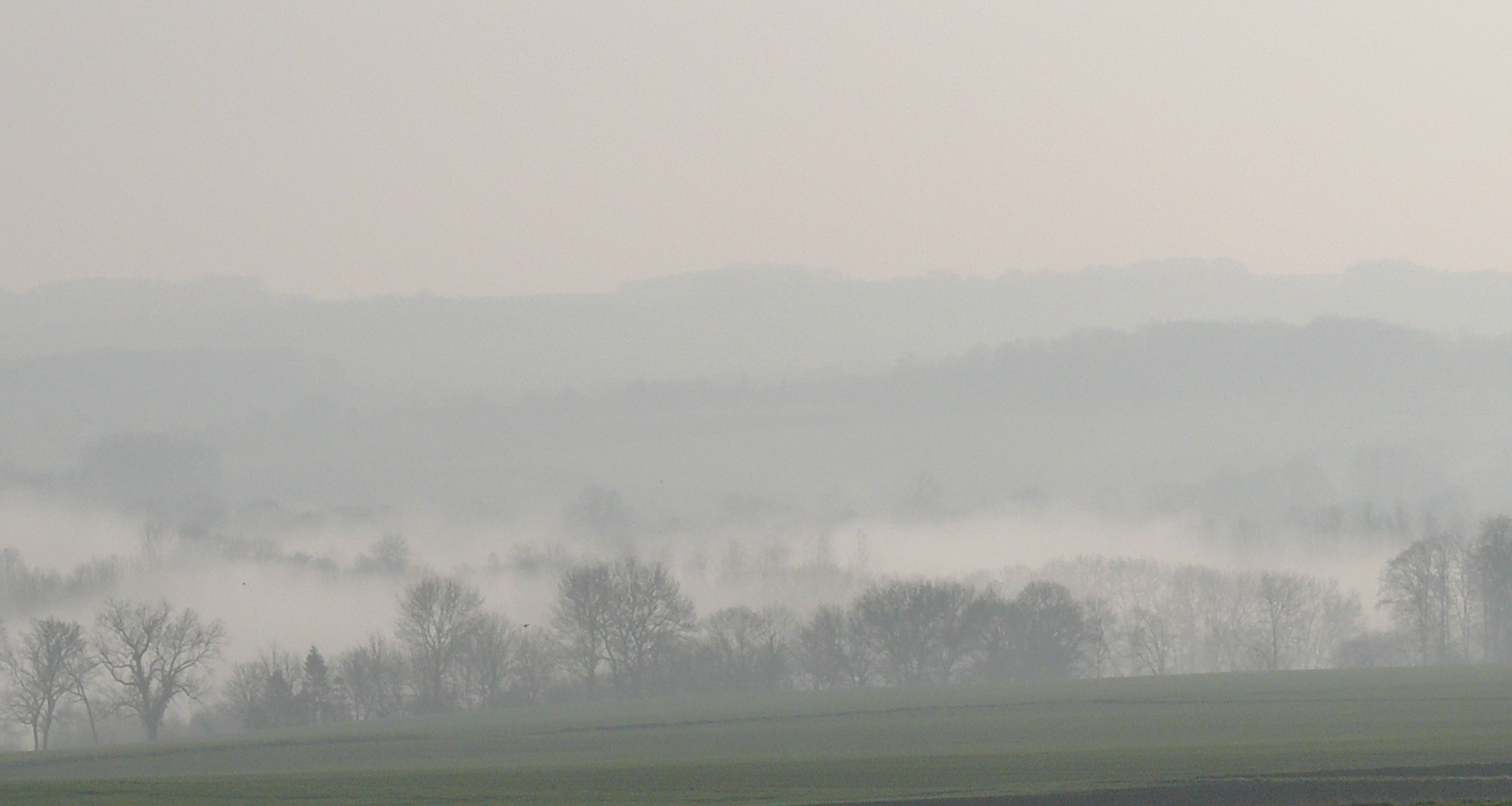

### Ingressos
El 2009 a Fleury hi havia 83 unitats fiscals que integraven 232 persones, la mediana anual d'ingressos fiscals per persona era de 18.198 €.

### Activitats econòmiques
Dels 6 establiments que hi havia el 2007, 3 eren d'empreses de construcció, 1 d'una empresa de transport i 2 d'empreses d'hostatgeria i restauració.
Dels 3 establiments de servei als particulars que hi havia el 2009, 1 era una fusteria, 1 electricista i 1 restaurant.
L'any 2000 a Fleury hi havia 5 explotacions agrícoles.

## Poblacions més properes
El següent diagrama mostra les poblacions més properes.